# Martha Fries
Martha Fries (* 2000) ist eine deutsche ehemalige Kinderdarstellerin. In der Kinder- und Jugendserie Die Pfefferkörner spielte sie Jessica „Jessi“ Amsinck. 

## Leben
Martha Fries, jüngstes von sechs Geschwistern, besuchte zu Beginn der Dreharbeiten der zehnten Staffel der Pfefferkörner die siebte Klasse. Die Lieblingsfächer der Gymnasiastin sind Englisch, Sport und Biologie. In ihrer Freizeit spielt sie Saxophon und betreibt den asiatischen Selbstverteidigungssport Ju-Jutsu. Auch in der Serie spielte sie einen sehr sportlichen Charakter. Von den Produzenten wird sie als „echter Wildfang, burschikos, laut, frech, fröhlich und eigensinnig“ sowie „spontan, temperamentvoll, laut, offen, verdammt mutig und extrem sportlich“ bezeichnet. Bereits seit einem Alter von etwa sechs Jahren ist Martha Fries als Schauspielerin tätig, dabei vor allem im Theaterbereich. Fries, die zusammen mit dem neunjährigen Emilio Sanmarino, der die Rolle des Luis de Lima Santos erhielt, neu zur Serie stieß, ist auch im Jahre 2013 veröffentlichten 56 Minuten dauernden Spielfilm rund um die Pfefferkörner zu sehen. In der 2014 produzierten elften Staffel der Pfefferkörner spielte sie ebenfalls mit.

## Filmografie
- 2013–2014: Die Pfefferkörner (Fernsehserie, 27 Folgen)
- 2015: Großstadtrevier (Fernsehserie, Folge: Die Heidekönigin)